# Dicranodon
Dicranodon là một chi rêu trong họ Dicranaceae.